# Teoría metabólica de la ecología
La teoría metabólica de la ecología (MTE) es una extensión de la ley de Kleiber y sostiene que la tasa metabólica de los organismos es la tasa biológica fundamental que rige la mayoría de los patrones observados en la ecología. MTE es parte de un conjunto más amplio de teoría conocida como teoría de escala metabólica que intenta proporcionar una teoría unificada sobre la importancia del metabolismo en el patrón y proceso de conducción en biología desde el nivel de las células hasta la biosfera. 
El MTE se basa en una interpretación de las relaciones entre el tamaño corporal, la temperatura corporal y la tasa metabólica en todos los organismos. Los organismos de cuerpo pequeño tienden a tener tasas metabólicas específicas de masa más altas que los organismos de cuerpo grande. Además, los organismos que operan a temperaturas cálidas a través de la endotermia o que viven en ambientes cálidos tienden a tasas metabólicas más altas que los organismos que operan a temperaturas más frías. Este patrón es consistente desde el nivel unicelular hasta el nivel de los animales y plantas más grandes del planeta. 
En MTE, se considera que esta relación es la única restricción que define los procesos biológicos en todos los niveles de la organización (desde el individuo hasta el nivel del ecosistema), y es una teoría macroecológica que apunta a ser de alcance y aplicación universal.

## Antecedentes teóricos
La tasa metabólica varía con la masa de un organismo de una especie dada según la ley de Kleiber, donde B es la tasa metabólica del organismo completo (en vatios u otra unidad de potencia), M es la masa del organismo (en kg) y B o es una masa Constante de normalización independiente (dada en una unidad de potencia dividida por una unidad de masa). En este caso, vatios por kilogramo): 
{\displaystyle B=B_{o}M^{3/4}\,}
A temperaturas elevadas, las reacciones químicas proceden más rápido. Esta relación se describe mediante el factor de Boltzmann, donde E es la energía de activación en voltios electrónicos o julios, T es la temperatura absoluta en kelvins y k es la constante de Boltzmann en eV/K o J/K: 
{\displaystyle e^{-{\frac {E}{k\,T}}}}
Mientras que Bo en la ecuación anterior es independiente de la masa, no es explícitamente independiente de la temperatura. Para explicar la relación entre la masa corporal y la temperatura, basándose en un trabajo anterior que muestra que los efectos de la masa corporal y la temperatura podrían combinarse multiplicativamente en una sola ecuación, las dos ecuaciones anteriores se pueden combinar para producir la ecuación primaria de MTE, donde bo es una constante de normalización que es independiente del tamaño del cuerpo o la temperatura: 
{\displaystyle B=b_{o}M^{3/4}e^{-{\frac {E}{k\,T}}}}
Según esta relación, la tasa metabólica es una función de la masa corporal y la temperatura corporal de un organismo. Según esta ecuación, los organismos grandes tienen tasas metabólicas más altas (en vatios) que los organismos pequeños, y los organismos a altas temperaturas corporales tienen tasas metabólicas más altas que los que existen a bajas temperaturas corporales. Sin embargo, la tasa metabólica específica (SMR, en vatios / kg) viene dada por 
{\displaystyle SMR=(B/M)=b_{o}M^{-1/4}e^{-{\frac {E}{k\,T}}}}
Por lo tanto, los SMR para organismos grandes son más bajos que los organismos pequeños. 

## Controversia sobre los mecanismos y la constante alométrica
Los investigadores no están de acuerdo sobre los dos aspectos principales de esta teoría, el patrón y el mecanismo. El patrón principal en cuestión es si la tasa metabólica se eleva a la potencia de ¾ o ⅔ w, o si cualquiera de estos puede incluso considerarse una constante universal. La opinión mayoritaria actualmente es que ¾ es el exponente correcto, pero una gran minoría cree que ⅔ es el valor más preciso. Además de no estar de acuerdo con el patrón, los investigadores también están en desacuerdo sobre el mecanismo. Varios autores han propuesto al menos ocho tipos diferentes de mecanismos que predicen un exponente de escala alométrica de ⅔ o ¾. Algunos de estos modelos hacen una gran cantidad de predicciones comprobables, mientras que otros son menos completos.
Gran parte del debate actual se centra en dos tipos particulares de mecanismos. Uno de ellos supone que el transporte de energía o recursos a través del área de la superficie externa de los organismos tridimensionales es el factor clave que impulsa la relación entre la tasa metabólica y el tamaño corporal. El área superficial en cuestión puede ser piel, pulmones, intestinos o, en el caso de organismos unicelulares, membranas celulares. En general, el área de superficie (SA) de un objeto tridimensional se escala con su volumen (V) como SA = cV ⅔, donde c es una constante de proporcionalidad. El Balance energético dinámico modelo es actualmente la versión más prometedora de estos, y se predicen exponentes que varían entre ⅔ - 1, dependiendo de la etapa de desarrollo del organismo, plan básico del cuerpo y la densidad de recursos organismos más pequeños tienden a tener una mayor las relaciones de área superficial a volumen, lo que hace que ganen recursos a una tasa proporcionalmente más alta que los organismos grandes. Como consecuencia, los organismos pequeños pueden tener tasas metabólicas específicas de volumen más altas.(?) 
En contraste, los argumentos para un factor de escala ¾ se basan en modelos de redes de transporte de recursos, donde los recursos limitantes se distribuyen a través de alguna red optimizada a todas las células u orgánulos que consumen recursos. Estos modelos se basan en la suposición de que el metabolismo es proporcional a la velocidad a la que las redes de distribución de un organismo (como los sistemas circulatorios en animales o el xilema y el floema en las plantas) suministran nutrientes y energía a los tejidos corporales. Los organismos más grandes son necesariamente menos eficientes porque se transportan más recursos en un momento dado que en organismos más pequeños: el tamaño del organismo y la longitud de la red impone una ineficiencia debido al tamaño. Por lo tanto, a los organismos grandes les toma algo más tiempo distribuir nutrientes por todo el cuerpo y, por lo tanto, tienen una tasa metabólica específica de masa más lenta. Un organismo que es el doble de tamaño no puede metabolizar el doble de energía; simplemente tiene que correr más lentamente porque se desperdicia más energía y recursos en el transporte, en lugar de ser procesado. No obstante, la selección natural parece haber minimizado esta ineficiencia al favorecer las redes de transporte de recursos que maximizan la tasa de entrega de recursos a los puntos finales, como células y orgánulos. Esta selección para maximizar la tasa metabólica y la disipación de energía en el exponente alométrico que tiende a D/(D+1), donde D es la dimensión principal del sistema. Un sistema tridimensional, como un individuo, tiende a escalar a la potencia 3/4, mientras que una red bidimensional, como una red fluvial en un paisaje, tiende a escalar a la potencia 2/3.
A pesar de la controversia sobre el valor del exponente, las implicaciones de esta teoría podrían seguir siendo verdad sin importar su valor numérico preciso. 

## Implicaciones de la teoría
La principal implicación de la teoría metabólica de la ecología es que la tasa metabólica, y la influencia del tamaño corporal y la temperatura en la tasa metabólica, proporcionan las limitaciones fundamentales por las que se rigen los procesos ecológicos. Si esto es cierto desde el nivel del individuo hasta los procesos a nivel del ecosistema, entonces los atributos de la historia de vida, la dinámica de la población y los procesos del ecosistema podrían explicarse por la relación entre la tasa metabólica, el tamaño corporal y la temperatura corporal. Si bien diferentes mecanismos subyacentes hacen predicciones algo diferentes, lo siguiente proporciona un ejemplo de algunas de las implicaciones del metabolismo de los individuos. 

### Nivel de organismo
Los animales pequeños tienden a crecer rápido, se reproducen temprano y mueren jóvenes. Según MTE, estos patrones en los rasgos de la historia de vida están limitados por el metabolismo. La tasa metabólica de un organismo determina su tasa de consumo de alimentos, que a su vez determina su tasa de crecimiento. Este aumento en la tasa de crecimiento produce compensaciones que aceleran la senescencia. Por ejemplo, los procesos metabólicos producen radicales libres como un subproducto de la producción de energía. Estos a su vez causan daños a nivel celular, lo que promueve la senescencia y, en última instancia, la muerte. La selección favorece a los organismos que se propagan mejor dadas estas restricciones. Como resultado, los organismos más pequeños y de vida más corta tienden a reproducirse antes en sus historias de vida. 

### Población y nivel comunitario
El MTE tiene profundas implicaciones para la interpretación del crecimiento poblacional y la diversidad de la comunidad. Clásicamente, se considera que las especies están seleccionadas por r (donde las poblaciones tienden a crecer exponencialmente y, en última instancia, están limitadas por factores extrínsecos) o por K (donde el tamaño de la población está limitado por la dependencia de la densidad y la capacidad de carga). MTE explica esta diversidad de estrategias reproductivas como consecuencia de las restricciones metabólicas de los organismos. Pequeños organismos y organismos que existen a temperaturas altas del cuerpo tienden a ser r seleccionado, que encaja con la predicción de que la selección r es una consecuencia de la tasa metabólica. Por el contrario, los animales de cuerpo más grande y fresco tienden a ser K seleccionados. La relación entre el tamaño corporal y la tasa de crecimiento de la población se ha demostrado empíricamente, y, de hecho, se ha demostrado que aumenta a M-1/4 en todos los grupos taxonómicos. Por lo tanto, se piensa que la tasa de crecimiento de la población óptima para una especie está determinada por las restricciones alométricas delineadas por el MTE, en lugar de estrictamente como un rasgo de historia de vida que se selecciona según las condiciones ambientales. 
Los patrones observados de diversidad pueden explicarse de manera similar por MTE. Durante mucho tiempo se ha observado que hay más especies pequeñas que especies grandes. Además, hay más especies en los trópicos que en latitudes más altas. Clásicamente, el gradiente latitudinal en la diversidad de especies se ha explicado por factores como una mayor productividad o una estacionalidad reducida. En contraste, MTE explica este patrón como impulsado por las restricciones cinéticas impuestas por la temperatura en el metabolismo. La tasa de evolución molecular varía con la tasa metabólica, modo que los organismos con tasas metabólicas más altas muestran una mayor tasa de cambio a nivel molecular. Si una mayor tasa de evolución molecular provoca mayores tasas de especiación, entonces la adaptación y, en última instancia, la especiación puede ocurrir más rápidamente en ambientes cálidos y en especies de cuerpo pequeño, lo que finalmente explica los patrones observados de diversidad a través del tamaño corporal y la latitud. 
La capacidad de MTE para explicar los patrones de diversidad sigue siendo controvertida. Por ejemplo, los investigadores analizaron los patrones de diversidad de las serpientes de coral del Nuevo Mundo para ver si la distribución geográfica de las especies se ajusta a las predicciones de MTE (es decir, más especies en áreas más cálidas). Encontraron que el patrón de diversidad observado no podía explicarse solo por la temperatura, y que otros factores espaciales, como la productividad primaria, la heterogeneidad topográfica y los factores del hábitat, predecían mejor el patrón observado. Las extensiones de la teoría metabólica a la diversidad que incluyen la teoría de la evolución ecológica muestran que una teoría metabólica elaborada puede explicar las diferencias en los gradientes de diversidad al incluir retroalimentaciones entre las interacciones ecológicas (competencia y depredación dependientes del tamaño) y las tasas evolutivas (especiación y extinción)

### Procesos del ecosistema
A nivel de ecosistema, el MTE explica la relación entre la temperatura y la producción de biomasa total. La relación promedio de producción a biomasa de organismos es mayor en organismos pequeños que en organismos grandes. Esta relación está más regulada por la temperatura y la tasa de producción aumenta con la temperatura. A medida que la producción aumenta constantemente con la masa corporal, el MTE proporciona un marco para evaluar la importancia relativa del tamaño del organismo, la temperatura, los rasgos funcionales, el suelo y el clima sobre la variación en las tasas de producción dentro y entre los ecosistemas. La teoría metabólica muestra que la variación en la producción del ecosistema se caracteriza por una relación de escalamiento común, lo que sugiere que los modelos de cambio global pueden incorporar los mecanismos que gobiernan esta relación para mejorar las predicciones de la función futura del ecosistema. 